# Фрідріх Долльман
Фрі́дріх Карл А́льберт До́лльман (нім. Friedrich Karl Albert Dollmann; нар. 2 лютого 1882 — пом. 28 червня 1944) — німецький генерал-полковник, учасник Першої та Другої світової війни.

## Біографія
Учасник Першої світової війни. Після демобілізації армії залишений у рейхсвері. З лютого 1930 року — начальник штабу 7-го військового округу. З 1 лютого 1931 року — командир 6-го артилерійського полку. З 1 жовтня 1932 року — командувач артилерією 7-го військового округу і начальник військового відділу «Мюнхен». З 1 лютого 1933 року — інспектор артилерії сухопутних військ. З 1 травня 1935 року — командувач 9-м армійським корпусом і 9-м військовим округом. 

З 25 серпня 1939 року — командувач 7-ю армією, яка під час Польської кампанії перебувала в Німеччині. Під час Французької кампанії займав позиції вздовж лінії Зіґфріда. Вже після поразки французької армії Долльман перейшов у наступ і 19 червня 1940 року з'єднався з частинами генерала Гудеріана, оточивши близько 400 000 солдатів у Вогезах. Після поразки Франції 7-ма армія залишена на окупованій території і протягом наступних чотирьох років в бойових діях не брала участі. Коли союзники висадились у Франції, Долльман не зміг організувати опір. 26 червня 1944 року капітулював Шербур. Після цього Долльман був звинувачений у злочинній халатності іпроти нього розпочали слідство. 29 червня Гітлер вимагав віддати Долльмана під суд і відсторонив його від командування. Помер від інфаркту. 
Військова кар'єра
- 1 листопада 1899 — кадет
- 6 лютого 1900 — фенріх
- 4 березня 1901 — лейтенант
- 23 жовтня 1910 — обер-лейтенант
- 1 жовтня 1913 — гауптман
- 1 жовтня 1921 — майор
- 1 квітня 1927 — оберст-лейтенант
- 1 лютого 1930 — оберст
- 1 жовтня 1932 — генерал-майор
- 1 жовтня 1933 — генерал-лейтенант
- 1 квітня 1936 — генерал артилерії
- 19 липня 1940 — генерал-полковник

## Нагороди
- Медаль принца-регента Луїтпольда з короною
  - Медаль (12 березня 1905)
  - Корона (24 жовтня 1909)
- Залізний хрест 2-го класу (18 вересня 1914)
- Орден «За заслуги» (Баварія) 4-го класу з мечами (16 листопада 1914)
- Залізний хрест 1-го класу (21 лютого 1916)
- Орден «За заслуги» (Баварія) 4-го класу з мечами і короною (13 травня 1918)
- Хрест «За вислугу років» (Баварія) 2-го класу (24 роки) (20 червня 1918)
- Почесний хрест ветерана війни з мечами (21 грудня 1934)
- Медаль «За вислугу років у Вермахті» 4-го, 3-го, 2-го і 1-го класу (25 років) (29 вересня 1936) — отримав 4 медалі одночасно.[1]
- Медаль «У пам'ять 1 жовтня 1938» (22 травня 1939)[1]
- Медаль «За вислугу років у Вермахті» особливого класу (40 років) (9 вересня 1939)[1]
- Застібка до Залізного хреста
  - 2-го класу (11 грудня 1939)
  - 1-го класу (10 березня 1940)
- Лицарський хрест Залізного хреста з дубовим листям
  - Лицарський хрест (24 червня 1940)
  - Дубове листя (№518; 1 липня 1944) — нагороджений посмертно.